# Lužnička (přítok Mandavy)
Lužnička (německy Lausur) je potok tekoucí přes Horní a Dolní Podluží do Německa, kde se v Großschönau vlévá zprava do říčky Mandavy, náležející k povodí Odry. Délka toku na českém území činí 9,5 km. Plocha povodí měří 58,9 km². Z této plochy připadá 42,8 km² na území České republiky.

## Průběh toku
Pramení jihozápadně od Krásné Lípy na severovýchodním úbočí Širokého vrchu (586 m) v nadmořské výšce cca 520 m. Po celé své délce teče převážně východním směrem. Na horním toku napájí Velký rybník, který je plochou 35,8 ha největší vodní plochou okresu Děčín.

### Větší přítoky
- pravé – Matyáska, Malý Stožecký potok, Lesenský potok

## Vodní režim
Lužnička odvodňuje severní stranu západní části Lužických hor. Průměrný průtok na státní hranici činí 0,60 m³/s.

## Fauna
V potoce žije především pstruh obecný potoční (Salmo trutta morpha fario), vranka obecná (Cottus gobio), pstruh duhový (Oncorhynchus mykiss), Lipan podhorní (Thymallus thymallus), sporadicky siven americký (Salvelinus fontinalis), hrouzek obecný (Gobio gobio).